# Sent Angeu
Sent Angeu (en francès Saint-Angeau) és un municipi francès situat al departament del Charente i a la regió de la Nova Aquitània. L'any 2007 tenia 669 habitants.

## Demografia

### Població
El 2007 la població de fet de Saint-Angeau era de 669 persones. Hi havia 264 famílies de les quals 60 eren unipersonals (16 homes vivint sols i 44 dones vivint soles), 128 parelles sense fills, 60 parelles amb fills i 16 famílies monoparentals amb fills.
La població ha evolucionat segons el següent gràfic:
Habitants censats

### Habitatges
El 2007 hi havia 358 habitatges, 278 eren l'habitatge principal de la família, 44 eren segones residències i 36 estaven desocupats. 341 eren cases i 14 eren apartaments. Dels 278 habitatges principals, 201 estaven ocupats pels seus propietaris, 64 estaven llogats i ocupats pels llogaters i 13 estaven cedits a títol gratuït; 2 tenien una cambra, 13 en tenien dues, 48 en tenien tres, 85 en tenien quatre i 130 en tenien cinc o més. 216 habitatges disposaven pel capbaix d'una plaça de pàrquing. A 134 habitatges hi havia un automòbil i a 123 n'hi havia dos o més.

### Piràmide de població
La piràmide de població per edats i sexe el 2009 era:
| Homes | Edats   | Dones |
| ----- | ------- | ----- |
| 0     | 95 o +  | 4     |
| 4     | 90 a 94 | 12    |
| 4     | 85 a 89 | 28    |
| 12    | 80 a 84 | 8     |
| 20    | 75 a 79 | 36    |
| 28    | 70 a 74 | 32    |
| 16    | 65 a 69 | 16    |
| 24    | 60 a 64 | 16    |
| 24    | 55 a 59 | 28    |
| 12    | 50 a 54 | 12    |
| 24    | 45 a 49 | 20    |
| 0     | 40 a 44 | 8     |
| 16    | 35 a 39 | 12    |
| 32    | 30 a 34 | 24    |
| 12    | 25 a 29 | 24    |
| 8     | 20 a 24 | 8     |
| 16    | 15 a 19 | 8     |
| 20    | 10 a 14 | 16    |
| 20    | 5 a 9   | 20    |
| 20    | 0 a 4   | 8     |

## Economia
El 2007 la població en edat de treballar era de 386 persones, 277 eren actives i 109 eren inactives. De les 277 persones actives 246 estaven ocupades (129 homes i 117 dones) i 31 estaven aturades (10 homes i 21 dones). De les 109 persones inactives 48 estaven jubilades, 29 estaven estudiant i 32 estaven classificades com a «altres inactius».

### Ingressos
El 2009 a Saint-Angeau hi havia 296 unitats fiscals que integraven 661 persones, la mediana anual d'ingressos fiscals per persona era de 15.211 €.

### Activitats econòmiques
Dels 43 establiments que hi havia el 2007, 2 eren d'empreses alimentàries, 2 d'empreses de fabricació de material elèctric, 1 d'una empresa de fabricació d'altres productes industrials, 8 d'empreses de construcció, 11 d'empreses de comerç i reparació d'automòbils, 3 d'empreses de transport, 4 d'empreses d'hostatgeria i restauració, 1 d'una empresa financera, 1 d'una empresa immobiliària, 5 d'empreses de serveis, 4 d'entitats de l'administració pública i 1 d'una empresa classificada com a «altres activitats de serveis».
Dels 15 establiments de servei als particulars que hi havia el 2009, 1 era una gendarmeria, 1 oficina de correu, 3 tallers de reparació d'automòbils i de material agrícola, 2 paletes, 1 guixaire pintor, 1 lampisteria, 2 electricistes, 1 empresa de construcció, 1 perruqueria, 1 restaurant i 1 agència immobiliària.
Dels 4 establiments comercials que hi havia el 2009, 1 era una gran superfície de material de bricolatge, 2 fleques i 1 una carnisseria.
L'any 2000 a Saint-Angeau hi havia 14 explotacions agrícoles que ocupaven un total de 945 hectàrees.

## Equipaments sanitaris i escolars
L'únic equipament sanitari que hi havia el 2009 era una farmàcia.
El 2009 hi havia una escola elemental integrada dins d'un grup escolar amb les comunes properes formant una escola dispersa.

## Poblacions més properes
El següent diagrama mostra les poblacions més properes.